# Citrouille (couleur)

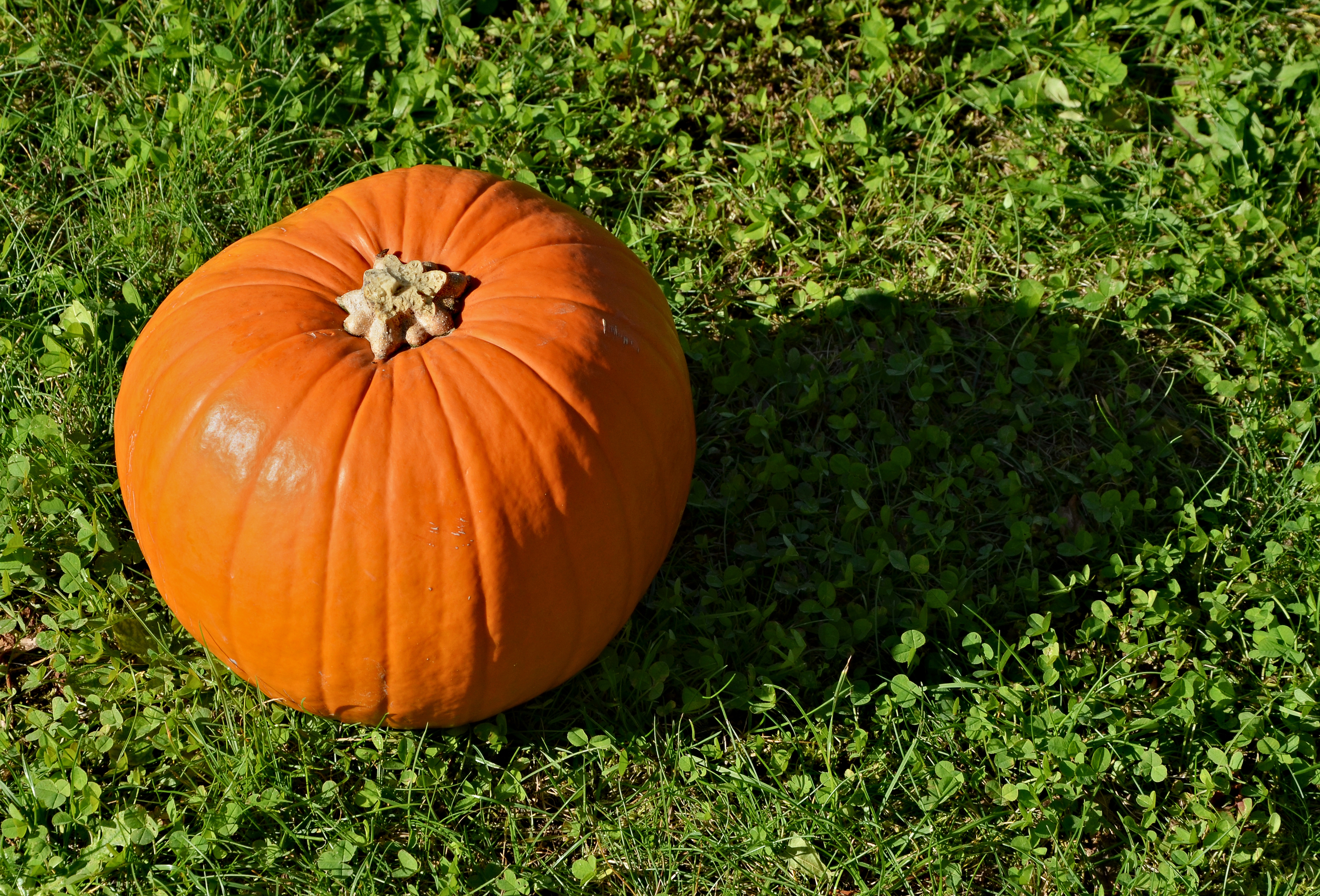
Couleur extérieure de la citrouille.

Le citrouille est un nom de couleur désignant des nuances du champ chromatique des orange, en référence à la couleur extérieure ou intérieure de la Citrouille ou du Potiron.
L'expression « couleur citrouille » est attestée pour décrire un vêtement de scène en 1844 : « Dans son intérêt, nous lui donnons le conseil de changer la couleur citrouille de sa tunique. »
Au XIXe siècle, Chevreul entreprend de situer les couleurs les unes par rapport aux autres et par rapport aux raies de Fraunhofer. Il situe les couleurs de cucurbitacées :
- Cucurbita pepo, extérieur, 4 rouge-orangé 3 ton[3]
- Cucurbita pepo, intérieur, 5 orangé 6 ton[4]
- Cucurbita pepo (variété artichaut de Jérusalem), extérieur 3 orangé 9 ton[5]
- Cucurbita pepo (variété artichaut de Jérusalem), intérieur 3 orangé 4 ton[6]

Dans les nuanciers modernes, on trouve, en fil à broder DMC 51 Orange citrouille ombré, orange citrouille 1065 orange citrouille 1238 ; pour les arts graphiques 066 citrouille et en décoration il faut sans doute compter Halloween.